# Verfluchung des Feigenbaums

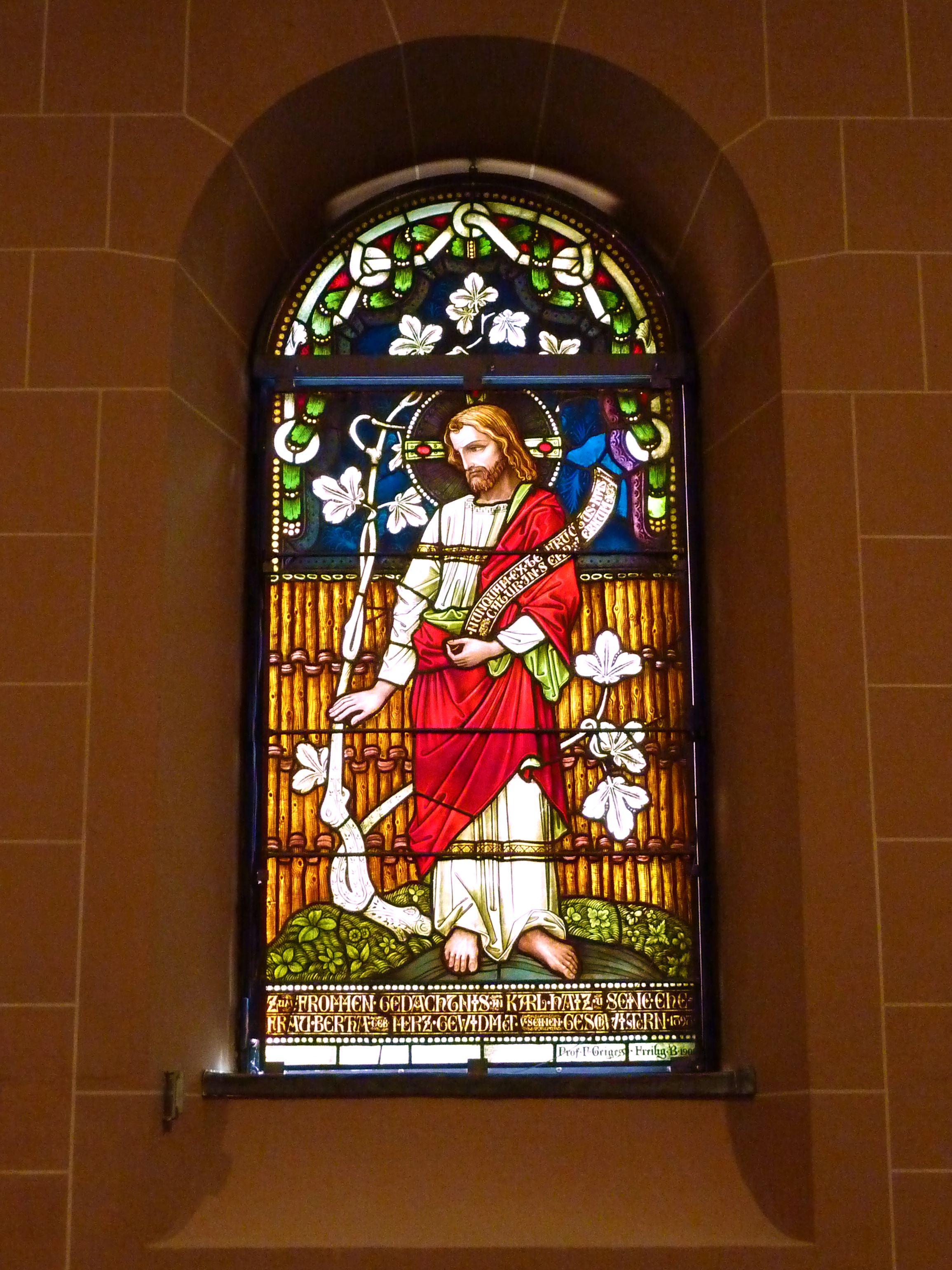
Darstellung der Verfluchung des Feigenbaums an einem Kirchenfenster von Fritz Geiges

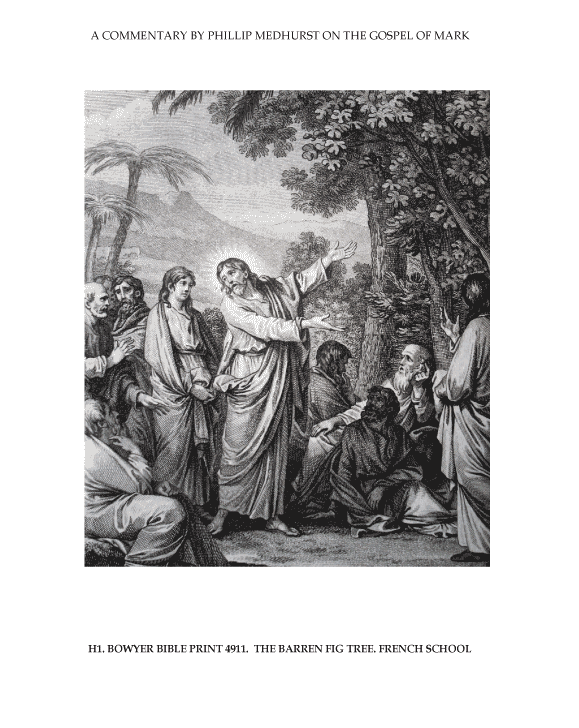
Der verfluchte Feigenbaum in einem Kommentar zum Markusevangelium

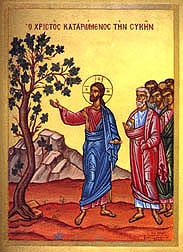
Byzantinische Ikone, in der die Verfluchung des Feigenbaums dargestellt wird

Die Verfluchung des Feigenbaums ist eine Episode, die in den Evangelien nach Markus und Matthäus ähnlich beschrieben ist. Sie zählt zu den Naturwundern und ist das einzige im Neuen Testament überlieferte Strafwunder Jesu.

## Text
Nach dem Markusevangelium verfluchte Jesus den Feigenbaum vor der Tempelreinigung, und am nächsten Tag sahen die Jünger den verdorrten Baum:

„Als sie am nächsten Tag Betanien verließen, hatte er Hunger. Da sah er von weitem einen Feigenbaum mit Blättern und ging hin, um nach Früchten zu suchen. Aber er fand an dem Baum nichts als Blätter; denn es war nicht die Zeit der Feigenernte. Da sagte er zu ihm: In Ewigkeit soll niemand mehr eine Frucht von dir essen. Und seine Jünger hörten es. Dann kamen sie nach Jerusalem. Jesus ging in den Tempel und begann, die Händler und Käufer aus dem Tempel hinauszutreiben; er stieß die Tische der Geldwechsler und die Stände der Taubenhändler um und ließ nicht zu, dass jemand irgendetwas durch den Tempelbezirk trug. Er belehrte sie und sagte: Heißt es nicht in der Schrift: Mein Haus soll ein Haus des Gebetes für alle Völker sein? Ihr aber habt daraus eine Räuberhöhle gemacht. Die Hohenpriester und die Schriftgelehrten hörten davon und suchten nach einer Möglichkeit, ihn umzubringen. Denn sie fürchteten ihn, weil alle Leute von seiner Lehre sehr beeindruckt waren. Als es Abend wurde, verließ Jesus mit seinen Jüngern die Stadt. Als sie am nächsten Morgen an dem Feigenbaum vorbeikamen, sahen sie, dass er bis zu den Wurzeln verdorrt war. Da erinnerte sich Petrus und sagte zu Jesus: Rabbi, sieh doch, der Feigenbaum, den du verflucht hast, ist verdorrt. Jesus sagte zu ihnen: Ihr müsst Glauben an Gott haben. Amen, das sage ich euch: Wenn jemand zu diesem Berg sagt: Heb dich empor und stürz dich ins Meer!, und wenn er in seinem Herzen nicht zweifelt, sondern glaubt, dass geschieht, was er sagt, dann wird es geschehen. Darum sage ich euch: Alles, worum ihr betet und bittet – glaubt nur, dass ihr es schon erhalten habt, dann wird es euch zuteil. Und wenn ihr beten wollt und ihr habt einem anderen etwas vorzuwerfen, dann vergebt ihm, damit auch euer Vater im Himmel euch eure Verfehlungen vergibt.“

Solche literarischen Anordnungen kommen bei Markus häufiger vor. Das Matthäusevangelium fügt die beiden Teile des Verfluchens und Verdorrens des Feigenbaums zusammen und reiht die Verfluchung zwischen der Geschichte der Tempelreinigung und der Frage nach der Vollmacht Jesu im Tempel (Mt 21,23–27 ) ein.

„Als er am Morgen in die Stadt zurückkehrte, hatte er Hunger. Da sah er am Weg einen Feigenbaum und ging auf ihn zu, fand aber nur Blätter daran. Da sagte er zu ihm: In Ewigkeit soll keine Frucht mehr an dir wachsen. Und der Feigenbaum verdorrte auf der Stelle. Als die Jünger das sahen, fragten sie erstaunt: Wie konnte der Feigenbaum so plötzlich verdorren? Jesus antwortete ihnen: Amen, das sage ich euch: Wenn ihr Glauben habt und nicht zweifelt, dann werdet ihr nicht nur das vollbringen, was ich mit dem Feigenbaum getan habe; selbst wenn ihr zu diesem Berg sagt: Heb dich empor und stürz dich ins Meer!, wird es geschehen. Und alles, was ihr im Gebet erbittet, werdet ihr erhalten, wenn ihr glaubt.“

In der angeschlossenen Belehrung stellte Jesus die Macht des Glaubens ins Licht; dabei bediente er sich der Metapher des Berge versetzenden Glaubens.

## Biologische Erklärung
Nach einigen Auslegern hat Jesus nach Vorfeigen gesucht. So heißt es in einer Anmerkung zu Mk 11,13 in der Neuen Evangelistischen Übersetzung:

„Jesus suchte nach den kleinen, trockenen ‚Vorfeigen‘ (paggim), die aus Blütenanlagen des Vorjahres entstehen und schon Anfang April unter den neuen Trieben des Baumes zu finden sind. Sie werden dann abgeworfen, wenn später an der gleichen Stelle die sogenannten ‚Frühfeigen‘ (bikkurah) wachsen, die Anfang Juni reif sind. Im August sind dann die Feigen reif, die an den neuen Trieben gewachsen sind (tena).“

## Unterschiede der beiden Versionen
In folgenden weiteren Aspekten unterscheiden sich die beiden Darstellungen:
- Bei Markus „sah er von weitem einen Feigenbaum mit Blättern“, nach Matthäus „sah er am Weg einen Feigenbaum“.
- Die Kommentare bei Markus, „er […] ging hin, um nach Früchten zu suchen“ und „es war nicht die Zeit der Feigenernte“, streicht Matthäus.
- Der Sprechakt Jesu bei der Verfluchung („Da sagte er zu ihm“) ist bei Markus (V. 14a) im Aorist, bei Matthäus (V. 19c) im Präsens historicum.
- Den Fluch der Markusversion, dass „niemand mehr eine Frucht von dir essen“ solle, formuliert Matthäus verschärfter, dass „keine Frucht mehr an dir wachsen“ solle.
- In der Markusversion spricht Petrus, bei Matthäus „die Jünger“.
- Auch die weitere Belehrung Jesu ist in der Matthäusversion gestrafft. Die Einleitung „Ihr müsst Glauben an Gott haben“ ist gestrichen; bei Markus spricht Jesus allgemein von „jemandem“, bei Matthäus werden die Jünger („ihr“) angesprochen.

## Deutungsansätze

### Kontext: die Frage von Macht und Vollmacht
Der Kontext in den Evangelien verweist einerseits auf die Thematik vom Glauben und Vertrauen auf die Macht des Gebets. Andererseits ist die Episode offensichtlich eng mit der Tempelreinigung verknüpft, sodass man in der Verfluchung einen Ausblick auf das Schicksal der Autoritäten Jerusalems sehen kann. Diese beiden Geschichten weisen eine Parallele auf: Wie der Feigenbaum hat auch der Tempel(kult) zwar viele „Blätter“ (Pilgerbetrieb und Geldgeschäfte), aber an Früchten ist nichts zu finden. Deshalb wird der Tempel zerstört werden und analog der Feigenbaum. Übertragen würde damit ein gut aussehender, aber vorgetäuschter und falscher Schein (an Reife) verurteilt und zur Aufrichtigkeit gemahnt.
Für diesen Zusammenhang spricht bei Markus die Sandwichtechnik:

„Der Feigenbaum, der mit seinen Blättern zu großen Hoffnungen berechtigt, steht in Parallelität mit den großartigen Tempelgebäuden, und dass der Baum beim näheren Hinsehen trotzdem ohne Frucht ist, entspricht der Enttäuschung, die der Tempel geworden ist, der nur noch eine ›Räuberhöhle‹ ist. Doch ein Baum, der keine Frucht bringt, und ein Tempel, der kein Haus des Gebets ist, sind sinnlos. In beiden Fällen liegt aber kein vorübergehendes Übel vor: So wie der Feigenbaum bis in die Wurzeln verdorrt ist, so steht dem Tempel die Zerstörung bevor; er hat seine heilvolle Bedeutung verloren. Die neue Gemeinschaft dagegen muss sich vom fruchtlosen Feigenbaum und vom gebetslosen, räuberischen Tempel absetzen, indem sie festen Glauben hat, der sich in Gebet und Vergebungsbereitschaft äußert (11,22–25).“

Markus kommentiert den Fluch mit den Worten: „Und seine Jünger hörten es“, das Ergebnis „sahen sie“. Diese Angaben deuten darauf hin, dass die Erzählung bereits auf die Belehrungsabsicht abzielt. Man kann die Erzählung in erster Linie als Gleichnis sehen, welche in einer Symbolhandlung erzählt wird – dabei hat entweder Jesus selbst die Handlung als Zeichen vollführt oder nur einen Inhalt erzählt, der später in eine Erzählung eingekleidet wurde.
Die Verfluchung ist das einzige Wunder, das Jesus in Jerusalem wirkt. Betrachtet man den umfassenderen Zusammenhang, lässt sich folgende Zuspitzung erkennen: Er geht harsch mit dem Feigenbaum und anschließend auch mit dem Tempel um, wodurch die religiöse Führungsmacht in Frage gestellt wird und die Auseinandersetzung Jesu mit seinen Gegnern in Jerusalem an Schärfe gewinnt. Er verkündet seinen Vollmachtsanspruch (einerseits in Bezug auf den Tempel, andererseits in Bezug auf die Natur anhand des Feigenbaums und der ins Meer versetzten Berge) und unterstreicht gleichzeitig seinen Jüngern gegenüber das Erhören vertrauender Gebete. Im wachsenden Konflikt mit denen, die ihn ablehnen, zeichnet sich seine Kreuzigung ab.

### Als Symbol für das Volk Israel
Der verfluchte Feigenbaum wird häufig symbolisch gedeutet für das Volk Gottes bzw. Israel, das den Glauben verweigert, Jesus Christus verleugnet oder keine Frucht bringt; der Fluch bedeutet also Gericht. Das Bild von „schlechten Feigen“ für die „Feinde“ findet sich bereits in dem Bild von den beiden Feigenkörben bei Jeremia:

„Da standen zwei Körbe mit Feigen vor dem Tempel des Herrn. […] In dem einen Korb waren sehr gute Feigen, wie Frühfeigen, im andern Korb sehr schlechte Feigen, so schlecht, dass sie ungenießbar waren. […] So spricht der Herr, der Gott Israels: Wie auf diese guten Feigen, so schaue ich liebevoll auf die Verschleppten aus Juda, die ich von diesem Ort vertrieben habe ins Land der Chaldäer. Ich richte meine Augen liebevoll auf sie und lasse sie in dieses Land heimkehren. Ich will sie aufbauen, nicht niederreißen, einpflanzen, nicht ausreißen. Ich gebe ihnen ein Herz, damit sie erkennen, dass ich der Herr bin. Sie werden mein Volk sein und ich werde ihr Gott sein; denn sie werden mit ganzem Herzen zu mir umkehren. Aber wie mit den schlechten Feigen, die so schlecht sind, dass sie ungenießbar sind, […] so verfahre ich mit Zidkija, dem König von Juda, mit seinen Großen und dem Rest Jerusalems, mit denen, die in diesem Land übrig geblieben sind, und denen, die sich in Ägypten niedergelassen haben. Ich mache sie zu einem Bild des Schreckens für alle Reiche der Erde, zum Schimpf und Gespött, zum Hohn und zum Fluch an allen Orten, an die ich sie verstoße. Ich sende unter sie Schwert, Hunger und Pest, bis sie ganz ausgerottet sind aus dem Land, das ich ihnen und ihren Vätern gegeben habe.“

Jesu „Hunger“ und sein Zugehen auf den Baum versinnbildlichen dann seine Erwartungshaltung bzw. Sehnsucht („Hunger nach Gerechtigkeit“). Zur Begründung wird auf folgende alttestamentliche Stellen verwiesen:

„Weh mir! Es geht mir wie nach der Obsternte, wie bei der Nachlese im Weinberg: Keine Traube ist mehr da zum Essen, keine von den Frühfeigen, die mein Herz begehrt.“

„Will ich bei ihnen ernten – Spruch des Herrn –, so sind keine Trauben am Weinstock, keine Feigen am Feigenbaum, und das Laub ist verwelkt. Darum habe ich für sie Verwüster bestellt.“

„Es hat meinen Weinstock verwüstet, meinen Feigenbaum völlig verstümmelt. Abgeschält ließ es ihn liegen, die Zweige starren bleich in die Luft.“

„Wie man Trauben findet in der Wüste, so fand ich Israel; wie die erste Frucht am jungen Feigenbaum, so sah ich eure Väter. Sie aber kamen nach Baal-Pegor und weihten sich dem schändlichen Gott; sie wurden so abscheulich wie der, den sie liebten. […] Efraim ist zerschlagen, seine Wurzeln sind verdorrt, sie bringen keine Frucht mehr hervor. Auch wenn sie gebären, töte ich die geliebte Frucht ihres Schoßes. Mein Gott wird sie verstoßen, weil sie nicht auf ihn hörten; unstet müssen sie umherirren unter den Völkern.“

Diese Deutung wird etwa vertreten von Karl Kertelge:

„Über Israel, das sich dem Anspruch der von Jesus verkündeten nahegekommenen Gottesherrschaft verweigert, ergeht das Gericht.“

In der Einheitsübersetzung (1980) findet sich die Anmerkung:

„Mt 21,18–22 : Der unfruchtbare Feigenbaum ist Bild für das Volk Gottes, das den Glauben verweigert (vgl. Jer 8,13; Lk 13,6–9).“

Manche Exegeten gehen gar so weit, mit der Verfluchung solle eine Lossagung vom „alten“ Israel ausgedrückt werden:

„Des Sinnes seines Daseins beraubt, wird der verdorrte Feigenbaum zum Ausdruck der Verwerfung Israels beziehungsweise zum Sinnbild dafür, daß Israel aufgehört hat, Gottes erwähltes Volk zu sein. Damit ist kein Urteil über den einzelnen Israeliten gefällt, aber im heilsgeschichtlichen Sinn ein Schlußstrich unter die Geschichte Gottes mit seinem Volk gezogen.“

Eine solche Deutung geht in die Richtung der Substitutionstheologie, wonach das jüdische Volk von Gott verflucht und verworfen sei. Allerdings steht Jesus nirgends undifferenziert ganz Israel ablehnend gegenüber, wie an vielen Stellen deutlich wird. Damit erscheint die Interpretation der Gleichsetzung mit Israel fragwürdig, zumal Gerichtsprophezeihung immer mit einer Heilsperspektive verbunden wird.
Umgekehrt mahnt die Parabel also, die verlangte Frucht zu bringen und nicht im Glauben zu verdorren, und entspricht damit einem Weheruf. Mit diesem Ansatz steht die Deutung im Einklang mit dem Gleichnis im Lukasevangelium, in dem sich der Weinbergsbesitzer darüber erzürnt, dass sein Feigenbaum keine Frucht bringt (Vom Feigenbaum ohne Früchte, Lk 13,6–9 ). Allerdings wird in diesem Gleichnis der Besitzer vom Weingärtner davon überzeugt, den Baum dennoch stehen zu lassen und weiter zu pflegen, was einen gleichen Ursprung der beiden Geschichten zweifelhaft erscheinen lässt.
Gegen diese Deutung wird nicht nur eingewendet, dass im Alten Testament kein Fluch über einen Baum ergeht, sondern auch, dass der Feigenbaum gar kein feststehendes Bild für Israel sei (dieses ist der Weinberg).
Als unstrittig kann höchstens der Ansatz gelten, dass der Baum für seine fehlenden Früchte gerichtet wird – fraglich ist aber bereits, ob mit der vollendeten Verfluchung überhaupt noch Fruchtbringen angemahnt werden kann. Der Ansatz ähnelt anderen prophetischen Mahnungen, wie zum Beispiel:

„Jeder gute Baum bringt gute Früchte hervor, ein schlechter Baum aber schlechte. Ein guter Baum kann keine schlechten Früchte hervorbringen und ein schlechter Baum keine guten. Jeder Baum, der keine guten Früchte hervorbringt, wird umgehauen und ins Feuer geworfen. An ihren Früchten also werdet ihr sie erkennen.“

### Im apokalyptisch-eschatologischen Kontext
Manche Exegeten sehen die ursprüngliche Aussage Jesu darin, dass die Apokalypse bereits so bald eintreffen werde, dass der Baum keine Früchte mehr tragen werde. Das erklärt Jesu Suche nach Früchten, obwohl (nach Markus) „nicht die Zeit der Feigenernte“ war – bevor diese Zeit kommen sollte, sollten bereits die Endereignisse anbrechen. Erst wegen der Parusieverzögerung sei das apokalyptische Jesuswort in ein Strafwunder umgeformt worden.
Für diese Deutung spricht, dass der Feigenbaum und sein Früchtetragen auch andernorts als Bild für eine eschatologische Mahnung (und damit nicht für Israel) gebraucht werden:

„Lernt etwas aus dem Vergleich mit dem Feigenbaum! Sobald seine Zweige saftig werden und Blätter treiben, wisst ihr, dass der Sommer nahe ist. Genauso sollt ihr erkennen, wenn ihr (all) das geschehen seht, dass das Ende vor der Tür steht.“

Dass der Baum keine Früchte trägt, drückt in Anbetracht der Mahnungsabsicht aus, dass er nicht auf das Kommen bzw. die Ankunft des Messias vorbereitet war und steht damit für den Menschen, der nicht auf die Wiederkunft Christi vorbereitet ist (wie die fünf törichten Jungfrauen, die kein Öl haben):

„Die Handlung Jesu ist als prophetische Zeichenhandlung wahrzunehmen. Die Metaphorik des Feigenbaums und seiner Fruchtlosigkeit deutet dabei auf eine zerrüttete Gottesbeziehung hin, die durch einen Sprechakt des Protagonisten, der den Baum direkt anspricht […], festgestellt wird. […] Die kleine Szene von der »Verdorrung des Feigenbaums« ist demnach als symbolisches »Gerichtshandeln« zu verstehen. Objekt der Handlung ist ein metaphorischer Baum, entscheidendes Kriterium des Gerichtshandelns seine Fruchtlosigkeit, die erst durch Jesu Handeln in Unfruchtbarkeit umschlägt. […] In der Zusammenstellung der Handlung am Feigenbaum mit dem Wort über den Glauben ist ein Machtwechsel impliziert. […] Dieser Machtwechsel ist ein eschatologisches Ereignis.“

### Historisch-kritische Deutungen
Die Deutung als historische Begebenheit stützt sich auf die in beiden Evangelien genannte Anmerkung, dass Jesus auf den Feigenbaum zugegangen ist, weil er „Hunger hatte“ und (zunächst einmal) etwas essen wollte. Die Gegend galt als so fruchtbar, dass praktisch immer Feigen geerntet werden konnten. Außerdem kann über Früh- oder Winterfeigen spekuliert werden, anhand derer sich die zu erwartende (Haupt-)Ernte ablesen lässt. Die Ungereimtheiten dieses Ansatzes liegen darin, dass die Gruppe an dem Morgen gerade erst aus Betanien aufgebrochen ist und von einer Sättigung Jesu nirgends berichtet wird; zudem lehnt Jesus es bei seiner Versuchung ab, göttliche Macht zu benutzen, um Hunger zu stillen (Mt 4,3f. ).
Christfried Böttrich meint, es handle sich ursprünglich um ein lapidares Wort des Bedauerns, das erst später zu einem apokalyptischen geworden sei. Dagegen ist anzumerken, dass in dem bedeutungsschwangeren Kontext des Auftretens Jesu in Jerusalem eine zwischengeschobene „Anekdote“ unplausibel erscheint.
Nach Hans-Werner Bartsch sei der griechische Optativ die falsche Übertragung eines aramäischen Imperfekts. Günther Schwarz übersetzte das Fluchwort unter Annahme mehrerer Fehler bei der Übersetzung ins Griechische so ins Aramäische, dass die eigentliche Formulierung etwa folgendermaßen lauten würde:

„Nie mehr wird jemand essen eine Frucht von dir!“

Dabei sei „jemand“ eine verhüllende Umschreibung für „ich“ (Jesus). Damit habe der Satz eine Ähnlichkeit zur Ablehnung der Frucht der Weintrauben beim Abendmahl:

„Amen, ich sage euch: Ich werde nicht mehr von der Frucht des Weinstocks trinken bis zu dem Tag, an dem ich von neuem davon trinke im Reich Gottes.“

Die Ablehnung der Feigen sei damit ebenfalls eine Verzichtserklärung Jesu angesichts seines bevorstehenden Todes und somit ein Abschiedswort an seine Jünger. Das Fluchwort sei eine Fehlübersetzung.
Die Hypothese falscher Überlieferung bzw. Übersetzung impliziert, dass der wundersame Fluch nicht auf Jesus zurückgeht:

„Was ein verhülltes Bildwort in konkreter Situation war, ist als ein – Jesus widersprechendes – Fluchwunder geworden, so bereits bei Markus, dessen kritische Bemerkung – noch nicht die Zeit der Feigen V. 13 – auf den Gleichnischarakter der Handlung hinweist, der sich in den apokalyptisch verstandenen Ereignissen des Jüdischen Krieges enthüllt (vgl. Mark. 13).“

Kritiker wenden dagegen ein, man wolle mit solchen Umdeutungen das „klassische“ Jesusbild retten, zu dem ein Fluchwunder nicht passt.

### Als ätiologische Legende
Eduard Schwartz und andere schlugen vor, in der Geschichte eine ätiologische Erzählung der Urgemeinde zu sehen – die Historizität des Baumes kann freilich nicht geklärt werden.

### Als Fabel
Petra von Gemünden sieht einen Gattungsunterschied dieser Geschichte zu anderen Perikopen, wobei der Bildschatz aber in jener Zeit nicht ungewöhnlich gewesen sei (vgl. die Jotamfabel in Ri 9,8–15 ):

„Die formgeschichtliche Singularität der Verfluchungsgeschichte innerhalb des urchristlichen Formenschatzes lässt fragen, ob ihr eine andere Gattung zugrunde liegen könnte. Das Gespräch mit einem Baum, das die Pflanze als menschlichen Partner erscheinen lässt, ist gattungsspezifisch für die Fabel.“

Als Fabel appelliert die Geschichte zu ethischem Handeln, die unter Einfluss der damaligen Naherwartung gesteigert worden sei. Außerdem symbolisierten Bäume Gemünden zufolge in der Antike Herrschaft und den Einflussbereich der Herrscher. Die „Absage“ an den Feigenbaum bedeute damit eine „Ablehnung“ der weltlichen „Herrscher“, deren Herrschaft keine (geistige) Frucht bringe und die (eschatologisch) durch das Wirken des Messias abgelöst werde.
Damit wird allerdings nicht die Verwendung der Gattung Fabel erklärt, zumal Markus der jüdischen (und nicht der römisch-heidnischen) Tradition entstammt.

### Als Umkehrung der Schöpfung
Es fällt auf, dass das Verdorren des Baumes eine Umkehrung des Schöpfungsaktes symbolisiert. Der Esoteriker Thorwald Dethlefsen deutete dies folgendermaßen: Der Baum der Erkenntnis von Gut und Böse im Paradiesgarten sei ein Feigenbaum gewesen. Stürzten Adam und Eva durch das Essen dieser Feigenfrüchte in die Welt, erteilt Christus den Früchten dieser sündigen Welt, die er als Neuer Adam überwindet, eine Absage.

## Liturgisches
Die Geschehnisse der Tempelreinigung und der Verfluchung des Feigenbaums spielen nach kirchlicher Zuordnung am Karmontag. Nach der römisch-katholischen Leseordnung wird die Perikope Mk 11,11-25 aber am Freitag der 8. Woche im Jahreskreis gelesen.